# Tanaecia margiola
Tanaecia margiola är en fjärilsart som beskrevs av Hans Fruhstorfer 1912. Tanaecia margiola ingår i släktet Tanaecia och familjen praktfjärilar. Inga underarter finns listade i Catalogue of Life.